# Guntis Belēvičs
Guntis Belēvičs (ur. 2 września 1958 w Vireši koło Smiltene) – łotewski farmaceuta, przedsiębiorca i polityk, w latach 2014–2016 minister zdrowia w rządach Laimdoty Straujumy i Mārisa Kučinskisa.

## Życiorys
W 1976 ukończył I szkołę średnią w Rydze. W latach 1976–1982 studiował w ramach specjalizacji biofizycznej wydziału biologii medycznej Instytutu Medycznego w Moskwie. Odbył staże w katedrze biofizyki na macierzystej uczelni, podjął tam również studia aspiranckie. W 1988 obronił pracę kandydacką z dziedziny biologii na Moskiewskim Uniwersytecie Państwowym. Po odzyskaniu przez Łotwę niepodległości przebywał w Lubece i Monachium, gdzie był stypendystą rządu niemieckiego. W 1995 uzyskał doktorat (ze specjalizacją z farmakologii molekularnej) na Uniwersytecie Łotwy w Rydze. W latach 1996–1997 odbył studia farmaceutyczne na wydziale farmaceutycznym Łotewskiej Akademii Medycznej.
Pod koniec lat 80. pracował w instytucie badawczym. W 1992 zaczął prowadzić hurtownię farmaceutyczną. W 1993 założył i stanął na czele sieci aptek „Saule” i „Mēness” na Łotwie. Stworzył także laboratorium kliniczne „Centrālā laboratoria”. W latach 1998–2006 był konsulem honorowym Brazylii na Łotwie. Został prezesem łotewskiego stowarzyszenia aptekarzy oraz członkiem klubu Rotary w Rydze.
W wyborach w 2013 był kandydatem Łotewskiej Partii Zielonych na burmistrza Rygi. Wchodził w skład zarządu tego ugrupowania.
W wyborach w 2014 uzyskał mandat posła na Sejm XII kadencji z ramienia Związku Zielonych i Rolników. 5 listopada 2014 został mianowany ministrem zdrowia w rządzie Laimdoty Straujumy. Stanowisko zachował również w powołanym w lutym 2016 rządzie Mārisa Kučinskisa. 10 czerwca 2016 podał się do dymisji z zajmowanego stanowiska. Poinformował też o złożeniu mandatu poselskiego i odejściu z polityki.
Żonaty, ma dwoje dzieci, w syna, który również zajął się farmacją.